# Камиші (Курська область)
Камиші (рос. Камыши) — селище в Курському районі Курської області Російської Федерації.
Населення становить 1370 осіб. Входить до складу муніципального утворення Камишинська сільрада.

## Історія
Населений пункт розташований на території українського етнічного та культурного краю Східна Слобожанщина.
Від 2004 року входить до складу муніципального утворення Камишинська сільрада.

## Населення
| 2002 | 2010  |
| ---- | ----- |
| 1527 | ↘1370 |